# Webbie
Webbie, pseudonimo di Webster Gradney Jr. (Baton Rouge, 6 settembre 1985), è un rapper statunitense.

## Discografia

### Album
| Anno | Titolo        | Classifiche | Classifiche | Classifiche |
| Anno | Titolo        | U.S.        | U.S. R&B    | U.S. Rap    |
| ---- | ------------- | ----------- | ----------- | ----------- |
| 2005 | Savage Life   | 8           | 4           | 4           |
| 2008 | Savage Life 2 | 4           | 1           | 1           |
| 2009 | Savage World  | TBD         | TBD         | TBD         |

#### Collaborazioni
| Anno | Titolo                                                                                     | Classifiche | Classifiche | Classifiche | Classifiche      |
| Anno | Titolo                                                                                     | U.S.        | U.S. R&B    | U.S. Rap    | U.S. Heatseekers |
| ---- | ------------------------------------------------------------------------------------------ | ----------- | ----------- | ----------- | ---------------- |
| 2003 | Ghetto Stories (with Lil' Boosie)                                                          | —           | 56          | —           | —                |
| 2004 | Gangsta Musik (with Lil' Boosie)                                                           | —           | 35          | 14          | 11               |
| 2007 | Trill Entertainment Presents: Survival of the Fittest (with Lil' Boosie, Foxx & Trill Fam) | 14          | 3           | 2           | —                |

### Singoli

#### Solo
| Anno | Titolo                                          | Classifiche | Classifiche | Classifiche | Classifiche | Certificazione RIAA | Album         |
| Anno | Titolo                                          | U.S.        | U.S. R&B    | U.S. Rap    | U.S. Pop    | Certificazione RIAA | Album         |
| ---- | ----------------------------------------------- | ----------- | ----------- | ----------- | ----------- | ------------------- | ------------- |
| 2005 | "Give Me That" (featuring Bun B)                | 29          | 8           | 4           | 72          | Platinum            | Savage Life   |
| 2005 | "Bad Bitch [Remix]" (featuring Trina)           | 120         | 48          | -           | -           | -                   | Savage Life   |
| 2005 | "How U Ridin'"                                  | -           | 91          | -           | -           | -                   | Savage Life   |
| 2007 | "Independent" (featuring Lil Phat & Lil Boosie) | 9           | 5           | 1           | 27          | Platinum            | Savage Life 2 |

#### Altri
| Anno | Titolo                          | Classifiche | Album         |
| Anno | Titolo                          | U.S. R&B    | Album         |
| ---- | ------------------------------- | ----------- | ------------- |
| 2005 | "What Is It"                    | 109         | Savage Life   |
| 2005 | "Like That"                     | 68          | Savage Life   |
| 2007 | "I Miss You" (featuring LeToya) | 64          | Savage Life 2 |

#### Singoli ospite
| Anno | Singolo                                                         | U.S. Hot 100 | U.S. R&B | U.S. Rap | Album                                                 |
| ---- | --------------------------------------------------------------- | ------------ | -------- | -------- | ----------------------------------------------------- |
| 2007 | "Wipe Me Down [Remix]" (Foxx featuring Lil Boosie & Webbie)     | 38           | 8        | 4        | Trill Entertainment Presents: Survival of the Fittest |
| 2008 | "Bizzy Body " (Paul Wall featuring Webbie & Mouse)              | 67           | 8        | 13       | Fast Life                                             |
| 2009 | "Ugh Ugh Ugh " (Juicy J featuring Webbie & Project Pat)         |              |          |          | Hustle Till I Die                                     |
| 2009 | "Better Believe It" (Lil Boosie featuring Webbie & Young Jeezy) |              | 67       |          | Superbad: The Return of Boosie Bad Azz                |
| 2009 | "Lil Freak (Ugh, Ugh, Ugh)" (Three 6 Mafia featuring Webbie)    |              |          |          | Laws of Power                                         |

### Mixtapes
- The Savage Mixtape Vol. 1
  - Pubblicato: April 19, 2006
  - Etichetta: Trill Entertainment
- Gangsta Grillz numero 14 (With DJ Drama)